# Seznam argentinskih skladateljev
Seznam argentinskih skladateljev.

## A
- Julián Aguirre
- Amancio Jacinto Alcorta (1805–1862)

## B
- Luis Bacalov Luis Enríquez Bacalov (1933–2017)
- Carlos López Buchardo

## C
- Juan José Castro

## D
- Mario Davidovsky

## E
- Juan Pedro Esnaola

## G
- Alberto Ginastera
- Osvaldo Golijov
- Carlos Guastavino

## K
- Mauricio Kagel (Mauricio Raúl Kagel) (1931–2008)

## M
- Mariano Mores

## O
- Fernando Otero

## P
- Astor Piazzolla (1921–1992)

## R
- Ariel Ramírez

## S
- Lalo Schifrin (1932–2025)

## V
- Ezequiel Viñao

## W
- Alberto Williams